# كورت شوماخر
كورت إرنست كارل شوماخر (بالألمانية: Kurt Ernst Carl Schumacher) (13 تشرين الأول 1895 - 20 آب 1952) كان سياسيًا ألمانيًا، شغل منصب رئيس الحزب الديمقراطي الاجتماعي في ألمانيا منذ عام 1946 وكان أول زعيم للمعارضة في البوندستاغ في ألمانيا الغربية منذ عام 1949 وحتى موته. كان أحد معارضي حكومة المستشار كونراد أديناور، لكنه معارض أقوى لحزب الوحدة الاشتراكي في ألمانيا الشرقية والشيوعية بشكل عام، وكان أحد الآباء المؤسسين للديمقراطية الألمانية ما بعد الحرب. كان أيضا معارضاً ملحوظاً لليسار المتطرف واليمين المتطرف، أي الحزب النازي والحزب الشيوعي الألماني خلال جمهورية فايمار، واشتهر بتوصيفه للشيوعيين على أنهم «نازي مطلي باللون الأحمر». [2] قضى أكثر من عشر سنوات في معسكرات الاعتقال النازية، حيث تعرض لسوء المعاملة الشديدة.

## روابط خارجية
- كورت شوماخر على موقع الموسوعة البريطانية (الإنجليزية)
- كورت شوماخر على موقع مونزينجر (الألمانية)